# Riga toni
Riga toni — викопний вид коротковусих двокрилих комах, єдиний у складі монотипового роду Riga (родина Mythicomyiidae). Виявлений в еоценовому рівненському бурштині (Україна, 33—37 млн років).

## Опис
Дрібні мухи довжиною 1,9 мм. Голова в основному чорна, вусики та груди (мезонотум, скутеллюм, плеври) темно-коричневі, черевце коричневе. Схожий на сучасний вид Reissa roni Evenhuis & Báez і види роду Pieza Evenhuis за наявністю закритої та трикутної першої субмаргінальної комірки крила і за вусиковим стилусом, розташованим субапікально на другому флагелломері; також схожий на рід Reissa за повною костальною жилкою і за відсутністю жилки A1. Крім того, він відрізняється від обох родів сильно збільшеним мезонотумом грудей (однакової висоти та довжини), що робить цю горбатість схожою на представників родів Platypygus Loew і Mythicomyia Coquillett (мезонотум у Reissa і Pieza сплющені дорзально) і зближеними очима (розділені відстанню, що дорівнює за шириною 2—3 оматидіям) (очі явно голоптичні у Reissa та Pieza і розділені відстанню, яка дорівнює за шириною понад 10 оматидіям). Вид вперше описаний у 2013 році диптерологом Нілом Евенхусом (Центр досліджень в області ентомології (Center for Research in Entomology), Музей Бішоп (Bishop Museum), Гонолулу, Гаваї, США) за голотипом у шматку бурштину розміром близько 1 см. Родова назва дана на честь астероїда 1796 Рига (який названий на честь міста Рига). Видова назва дана на честь ентомолога Тоні Шеллі (Anthony «Tony» Shelley) за його внесок у диптерологію.